# Comuna Bătrâni, Prahova
Bătrâni este o comună în județul Prahova, Muntenia, România, formată din satele Bătrâni (reședința) și Poiana Mare.

## Așezare
Comuna Bătrâni se află în depresiunea Starchiojd, la poalele Muntelui Zmeurăt înalt de 1.100 m în zona Carpaților de Curbură. Principalele zone locuite se află în valea pârâului Bătrâneanca, satul Bătrâni fiind așezat în vale, iar Poiana Mare, în zona mai înaltă. Este străbătută de șoseaua județeană DJ102L, care o leagă spre sud-vest de Posești, iar spre est de Starchiojd și mai departe în județul Buzău de Chiojdu și Cătina.

## Demografie
Componența etnică a comunei Bătrâni
     Români (94,59%)
     Alte etnii (0%)
     Necunoscută (5,41%)
Componența confesională a comunei Bătrâni
     Ortodocși (91,74%)
     Adventiști (2,18%)
     Alte religii (0,39%)
     Necunoscută (5,69%)
Conform recensământului efectuat în 2021, populația comunei Bătrâni se ridică la 1.792 de locuitori, în scădere față de recensământul anterior din 2011, când fuseseră înregistrați 2.147 de locuitori. Majoritatea locuitorilor sunt români (94,59%), iar pentru 5,41% nu se cunoaște apartenența etnică. Din punct de vedere confesional, majoritatea locuitorilor sunt ortodocși (91,74%), cu o minoritate de adventiști (2,18%), iar pentru 5,69% nu se cunoaște apartenența confesională.

## Politică și administrație
Comuna Bătrâni este administrată de un primar și un consiliu local compus din 11 consilieri. Primarul, Florin-Nicolaie Stoica[*], de la Partidul Social Democrat, este în funcție din octombrie 2020. Începând cu alegerile locale din 2024, consiliul local are următoarea componență pe partide politice:
|  | Partid                          | Consilieri | Componența Consiliului | Componența Consiliului | Componența Consiliului | Componența Consiliului | Componența Consiliului | Componența Consiliului | Componența Consiliului | Componența Consiliului |
|  | ------------------------------- | ---------- | ---------------------- | ---------------------- | ---------------------- | ---------------------- | ---------------------- | ---------------------- | ---------------------- | ---------------------- |
|  | Partidul Social Democrat        | 8          |                        |                        |                        |                        |                        |                        |                        |                        |
|  | Partidul Național Liberal       | 1          |                        |                        |                        |                        |                        |                        |                        |                        |
|  | Alianța pentru Unirea Românilor | 1          |                        |                        |                        |                        |                        |                        |                        |                        |
|  | Partidul Puterii Umaniste       | 1          |                        |                        |                        |                        |                        |                        |                        |                        |

## Istorie
La sfârșitul secolului al XIX-lea, comuna avea alcătuirea actuală, făcea parte din plasa Teleajen a județului Prahova și avea 1598 de locuitori, o școală cu 52 de elevi funcțională începând cu anul 1839, și două biserici. În 1925, Anuarul Socec o consemnează în aceeași plasă, cu o populație de 1844 de locuitori.
În 1950 a fost arondată raionului Teleajen din regiunea Prahova, apoi regiunea Ploiești. În 1968, comuna a fost desființată, cele două sate ale ei fiind incluse în comuna Starchiojd, în reînființatul județ Prahova. Comuna a fost reînființată pe vechiul amplasament în 2005.

## Monumente istorice
În comuna Bătrâni se află casa Ion Fâțu (sfârșitul secolului al XIX-lea) din satul Bătrâni, monument istoric de arhitectură de interes național.
În rest, alte douăzeci și șapte de obiective din comună sunt incluse în lista monumentelor istorice din județul Prahova ca monumente de interes local. Două sunt situri arheologice aflate în zona satului Bătrâni — situl de la „Coada Malului” (la marginea de sud-est a satului, pe deal), ce cuprinde așezări din secolele al IV-lea–I î.e.n. și al IV-lea–al VI-lea e.n.; și situl de la „Slobozia”, unde s-a aflat o așezare din secolul al V-lea e.n. Celelalte douăzeci și cinci sunt clasificate ca monumente de arhitectură. Astfel, în satul Bătrâni se află trei ansambluri rurale, ziduri de sprijin din piatră (începutul secolului al XX-lea) și casele Ion Dumitrache-Soare, Dumitru Gh. Ene, Nicolae Goicea, Profira Burlan, Anastasia Panait, Răducu Constantin, Dumitru și Gheorghe Iordache, Constanța Diaconu, Dobrița Răducu, Constantin Palavescu, Gheorghe D.T. Ene, și Cleopatra Goicea. În satul Poiana Mare se află alte ziduri de sprijin din piatră, și casele Sultana Palavescu, Aurel Palavescu, Gheorghe N. Pancă, și Maria Gh. Mihai. Toate datează din perioada sfârșitului secolului al XIX-lea și începutului secolului al XX-lea.

## Galerie

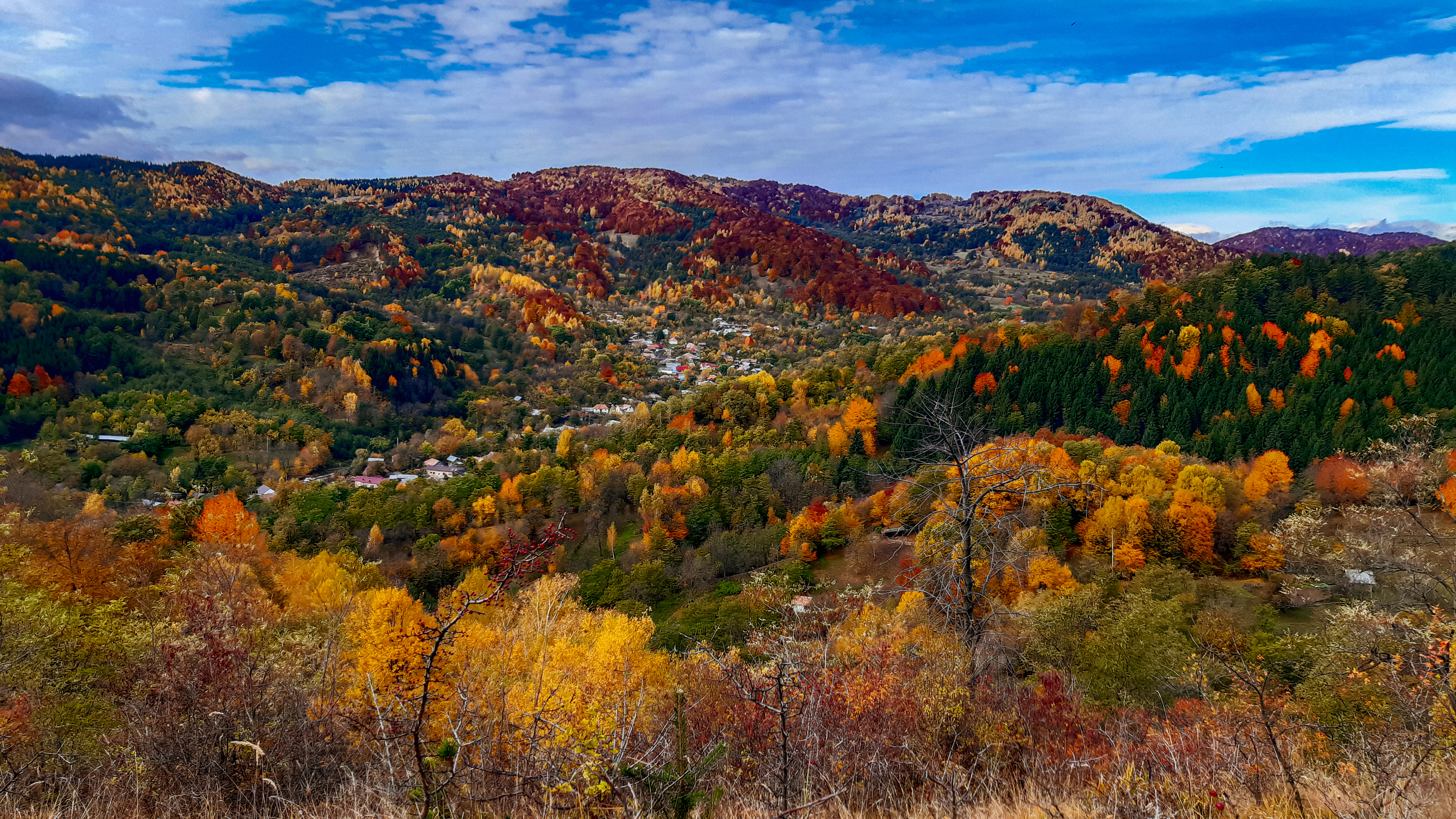
Sat Poiana Mare.
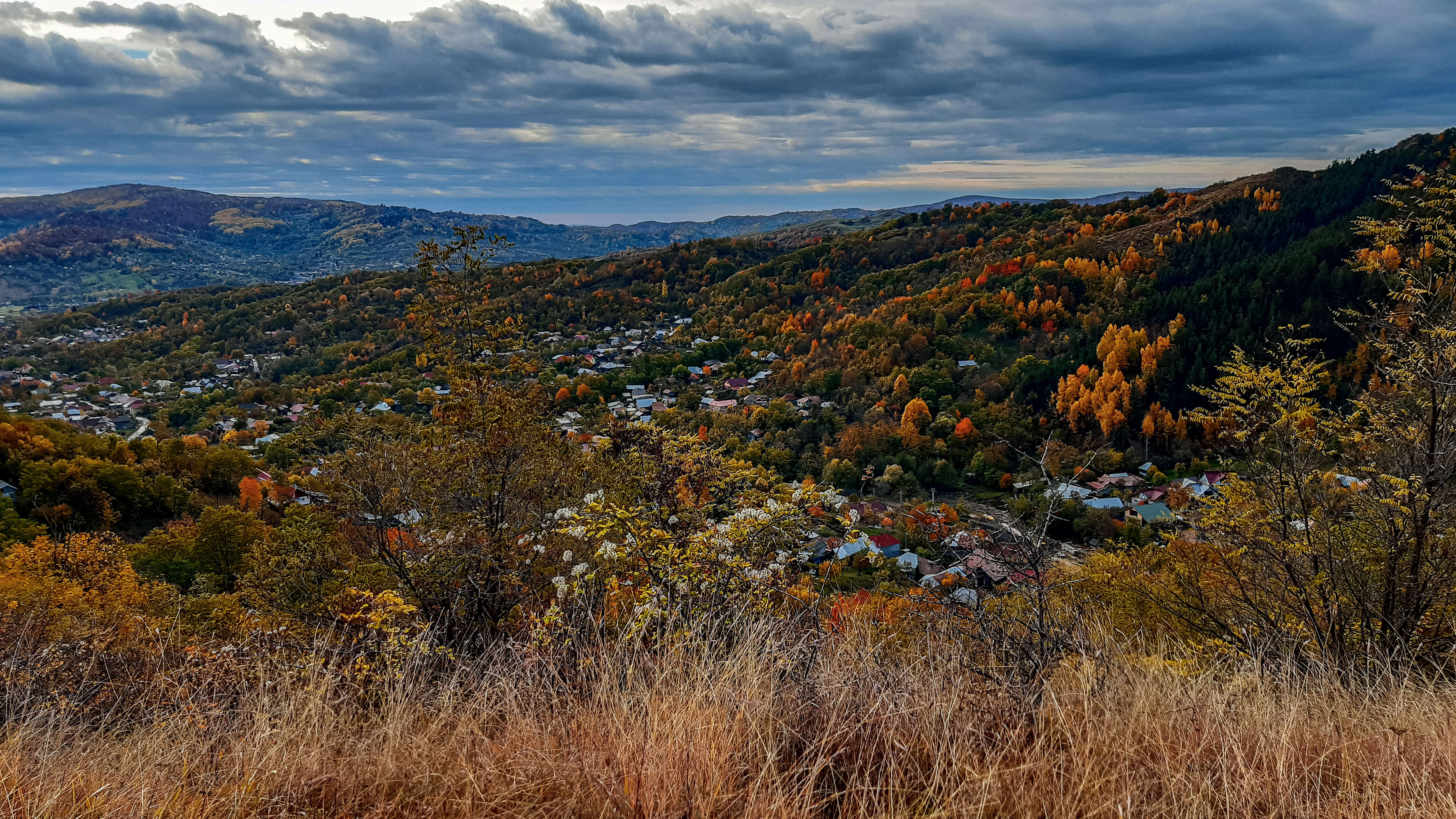
Sat Bătrâni.
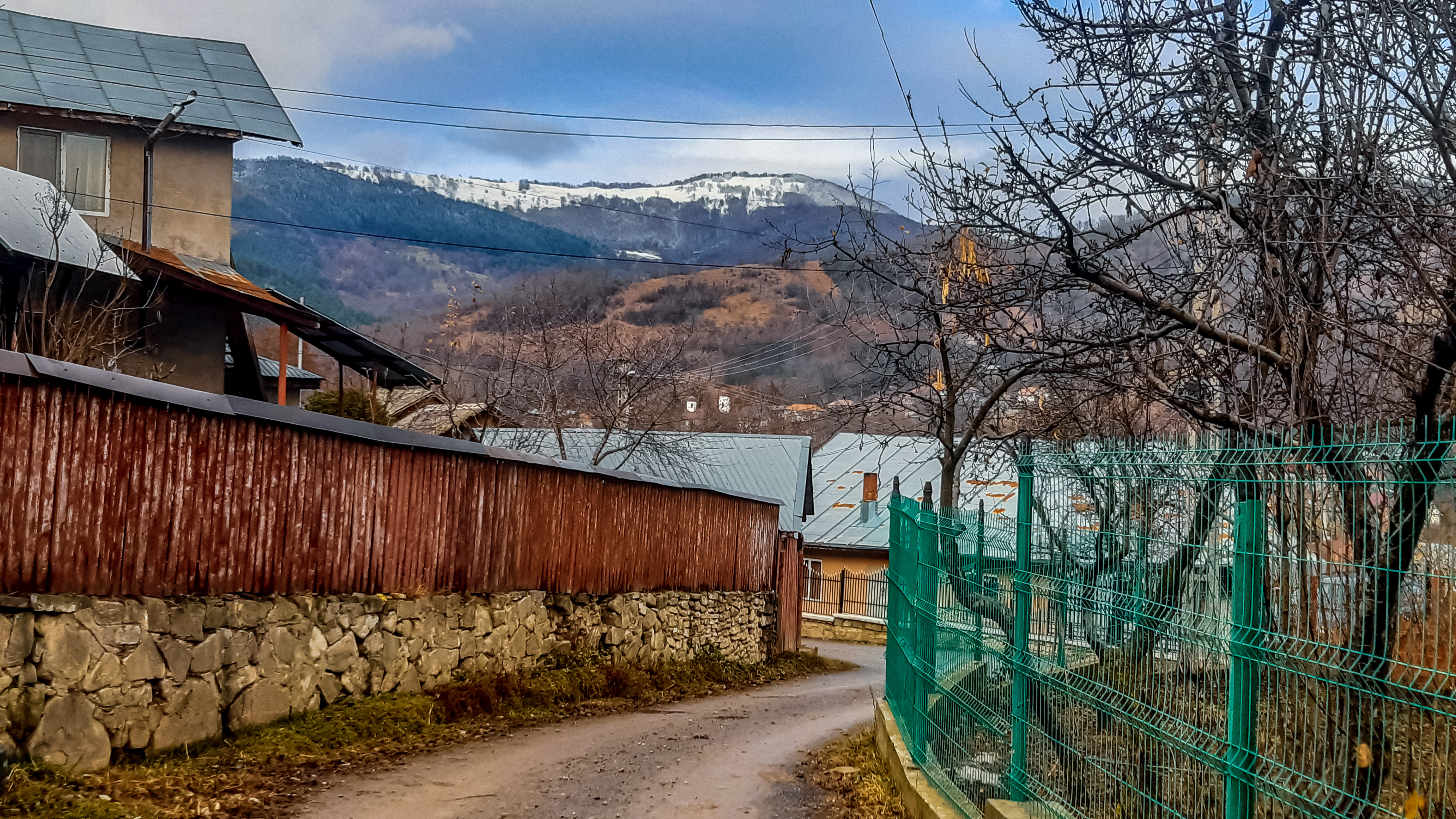
Muntele Zmeurăt acoperit cu zapada.